# Pill
Pour les articles homonymes, voir Pill (homonymie).
Pill est une commune autrichienne du district de Schwaz dans le Tyrol.

## Géographie

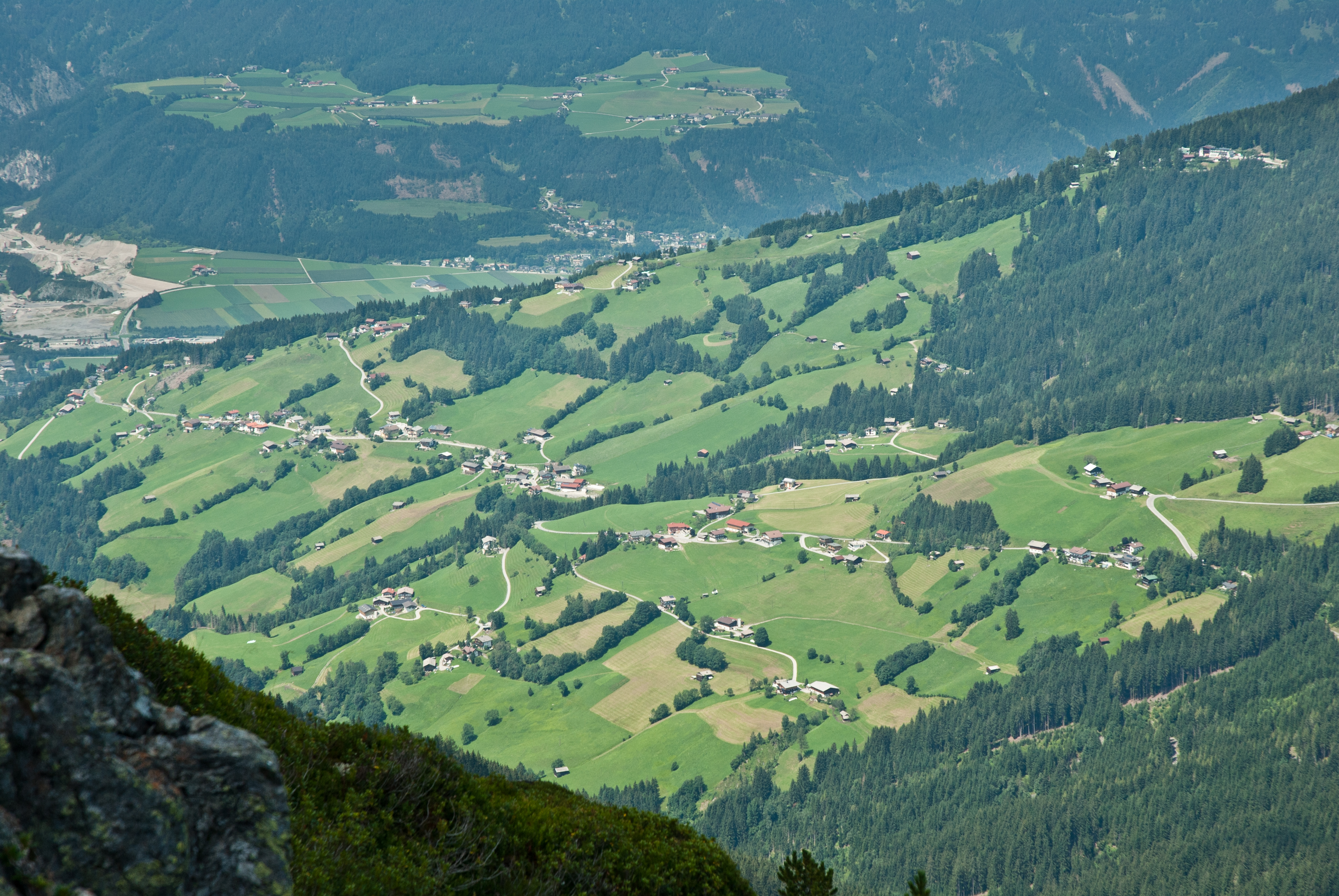
Pillberg et Vomperberg.